# Nyssodesmus mimus
Nyssodesmus mimus är en mångfotingart som beskrevs av Chamberlin 1922. Nyssodesmus mimus ingår i släktet Nyssodesmus och familjen Platyrhacidae. Inga underarter finns listade i Catalogue of Life.